# Borgman
Borgman és una pel·lícula de thriller psicològic dramàtica holandesa de 2013 dirigida per Alex van Warmerdam. Va ser nominat a la Palma d'Or al 66è Festival Internacional de Cinema de Canes. Es va projectar a la secció Vanguard del Festival Internacional de Cinema de Toronto de 2013. La pel·lícula va ser seleccionada com a entrada holandesa per al Oscar a la millor pel·lícula de parla no anglesa als Premis Oscar de 2013, però no va ser nominada.

## Argument
Un sacerdot armat, juntament amb dos homes més, expulsen un rodamon i els seus companys dels seus amagatalls subterranis. El vagabund, identificant-se com a Anton, apareix aleshores a la porta d'una mansió. Allà es troba amb Richard i Marina, un matrimoni de classe alta amb tres fills. Afirma que coneix la Marina, que l'havia alletat a l'hospital i demana menjar i banyar-se. A causa del seu comportament agressiu, en Richard s'enfada i el colpeja violentament. Tanmateix, Marina, moguda per la culpa i la curiositat, decideix ajudar-lo i li permet quedar-se a la caseta del jardí, sense que Richard ho sàpiga. Durant l'absència d'en Richard, sembla que l'Anton es fa amic de la Marina i dels tres fills. Ell té la capacitat de controlar els somnis de la Marina, així que comença a menysprear el seu marit mentre comença a agradar-li l'Anton.
Un dia l'Anton abandona la família i coneix el seu misteriós equip, Ludwig, Pascal, Brenda i Ilonka, que inicien un complot molt sinistre contra la família. Enverinen el jardiner de la família i estranguen la seva dona, després tornen a la família. Ara ben vestit i afaitat, Anton s'identifica com Camiel Borgman i es converteix en el nou jardiner. Obté l'habitació de convidats mentre el seu equip s'instal·la a la caseta del jardí i, a poc a poc, prenen papers en la vida de la família.
Aviat es revela que Camiel i el seu equip tenen l'habilitat de controlar la gent, corrompre les seves ments o matar-los a sang freda si es considera necessari. Camiel sedueix Marina fins al punt que vol que Richard mori, mentre que Pascal sedueix la mainadera de la família Stine, fent-la hostil amb el seu xicot. L'equip també porta els nens a l'amagatall per fer-los algun tipus de cirurgia, cosa que fa que estiguin més còmodes amb Camiel i el seu equip que amb els seus propis pares. Aleshores, l'equip enverina en Richard. Marina, amb l'esperança d'estar amb Camiel, se sorprèn quan aquest rebutja amb calma els seus avenços. Més tard l'enverina, i tant ella com Richard estan enterrats sota el jardí. Camiel, el seu equip, Stine i els nens marxen al bosc.

## Repartiment
- Jan Bijvoet com a Camiel Borgman
- Hadewych Minis com a Marina
- Jeroen Perceval com a Richard
- Alex van Warmerdam com a Ludwig
- Tom Dewispelaere com a Pascal
- Sara Hjort Ditlevsen com a Stine[4]
- Elve Lijbaart com a Isolde
- Dirkje van der Pijl com a Rebecca
- Pieter-Bas de Waard com a Leo
- Eva van de Wijdeven com a Ilonka
- Annet Malherbe com a Brenda

## Recepció
Borgman té una puntuació d'aprovació del 87% al lloc web de l'agregador de ressenyes Rotten Tomatoes, basat en 62 ressenyes, i una puntuació mitjana de 7,2/10. El consens crític del lloc web diu: "La imprevisibilitat de Borgman pot confondre tants espectadors com captiva, però de qualsevol manera, és un experiment original i refrescant de terror desconcertat. Metacritic va assignar una mitjana ponderada puntuació de 66 sobre 100, basada en 22 crítiques, que indica "crítiques generalment favorables".
Va participar en la secció oficial del XLVI Festival Internacional de Cinema Fantàstic de Catalunya, on va guanyar el Premi a la millor pel·lícula.